# Orlando Polmonari
Orlando Polmonari (né le 11 mars 1924 à Ferrare et mort le 27 août 2014 dans la même ville) est un gymnaste italien qui a été médaillé de bronze lors du concours par équipes en gymnastique artistique lors des Jeux olympiques d'été de 1960.

## Palmarès

### Jeux olympiques
- Rome 1960
  -  médaille de bronze au concours par équipes[1]